# Алексеј Рјабињин
Алексеј Валеријевић Рјабињин (рус. Алексей Валерьевич Рябинин; Муром, 3. април 1970) руски је економиста, политичар и писац. Члан је Скупштине града Москве (2009–2014) и Савеза новинара Русије. Руски јавни омбудсман за ауторска права и интелектуално власништво.

## Биографија

### Школовање и каријера
Алексеј Рјабињин рођен је 3. априла 1970. у Мурому. Дипломирао је 1993. на Московском институту за физику и технологију. Докторирао је 2000. године на тему „Механизми трансформације и стабилности пензијских система у економском простору Заједнице независних држава” и стекао је звање доктора економских наука.
Од 1998. до 2012. године био је ректор Института за економију и руковођење у индустрији, који се налази у Москви. За рад на овај дужности 1998. године добио је одликовање од председника Русије Бориса Јељцина. Такође од 2003. до 2009. године обављао је дужност ректора на Институту за економију и социјалне односе. Од 2015. године налази се на дужности генералног директора Института за економска и социјална истраживања.

### Научни рад
Алексеј Рјабињин написао је више чланака о економском развоју, индустријском и научном напретку и иновацијама. Председник је уредништва научних часописа „Федеративни односи и регионална социјално-економска политика”, „Индустријска политика у Руској Федерацији” и „Локална самоуправа у Руској Федерацији”. Рад Рјабињина о радним односима и социјалном партнерству укључен је као обавезна литература курса о радном праву на државном универзитету у Перму. Под његовим уредништвом објављена је двотомна научна енциклопедија „Сва Русија“ о насељима и регионима Руске Федерације.

### Књиге
Алексеј Рјабињин је аутор неколико књига за децу. „Загонетка Сфинге”, „Тезе”, „Јабука раздор”. Радња књига је заснована на митологији античке Грчке.
2017. је објављена његова књига за децу „Јабука раздора”, у којој су антички митови и легенде о историји тројанског рата поново испричане у приступачнијој форми. Књига је добила бројне позитивне критике. Поређена је са Руским класицима као „нова интепретација културног наслеђа античке Грчке у контексту изазова 21. века”. Очараност сликовитошћу и лакоћом читања је такође истицана. Почетком 2018, књига „Јабука раздора” је добила награду Ернеста Хемингвеја за 2017. у категорији „Дечија проза”. Током 2018. Алексеј је објавио своју другу књигу о грчкој митологији, „Тезеј”, која говори о авантурама једног од централних личности античке митологије — Тезеју. Књига је такође добила позитивне критике у медијима. 2019. објавио је још једну дечију књигу на тему античке митологије — „Загонетка Сфинге”.
Неколико позоришних представа је произишло из Рјабанинових књига, које су добиле позитивне коментаре у медијима.
2019. године Руска Академија Позоришних Уметности и Астракхански Театар су објавили његову представу „Игра Богова” (А. Рјибинин и  Е. Исаева). Представа је добила награду за модерну драму Руског Министарства Културе.
Карактери Рјабининових књига су хероји античке митологије Тезеј, Едип, Диомед, Атина, Зевс, Дионис, Антигона и многи други.